# Saint-Alexandre (Quebec)
Saint-Alexandre es un municipio de la provincia de Quebec en Canadá. Es uno de los municipios pertenecientes al municipio regional de condado del Le Haut-Richelieu, en la región de Montérégie-Est en Montérégie.

## Geografía
Saint-Alexandre se encuentra en la planicie del San Lorenzo, 15 kilómetros al sureste de Saint-Jean-sur-Richelieu (Iberville), la sede del MRC. Está ubicado entre Mont-Saint-Grégoire al norte, Sainte-Brigide-d'Iberville al noreste, Sainte-Sabine al este, Notre-Dame-de-Stanbridge al sureste, Saint-Sébastien al sur, Sainte-Anne-de-Sabrevois al oeste y Saint-Jean-sur-Richelieu al noroeste. Su superficie total es de 48,42 km² de los cuales 44,85 km² son tierra firme.

## Historia
Saint-Alexandre está ubicado en el antiguo Señorío de Bleury, concedido por el gobernador de Nueva Francia. Después de la Conquista de Nueva Francia por los Ingleses, un grupo de Ingleses e irlandeses empezaron a desbrozar la tierra hacia 1770. Los Franco-canadienses se establecieron en 1838, después de la Rebelión de los Patriotas. La parroquia católica de Saint-Alexandre, dedicada a Alejandro de Alejandría, fue oficialmente creada en 1850. El municipio de parroquia de Saint-Alexandre fue instituido en 1855, año de creación de los primeros municipios en Quebec todavía existentes. En 1915 fue creado el municipio de pueblo de Saint-Alexandre por separación del municipio de parroquia. El municipio actual es el resultado de la fusión en 1988 de los municipios de parroquia y de pueblo de Saint-Alexandre.

## Política
El consejo municipal está compuesto por seis consejeros, sin división territorial.
|            | 2009-2013                                                                                      | 2013-2017                                                                                                  |
| Alcalde    | André Bergeron                                                                                 | Luc Mercier                                                                                                |
| Consejeros | Yves Barrette Chantal Daudelin Murielle Lepage Luc Mercier Laurent Patenaude Bernard Rousselle | Yves Barrette France Quintin Blum Catherine Cardinal Laurent Patenaude Alexandre Provost Bernard Rousselle |

El municipio está incluido en la circunscripcióm electoral de Iberville a nivel provincial y de Saint-Jean a nivel federal.

## Demografía
Según el censo de 2011, contaba con 2495 habitantes. La densidad de población es de 32,8 hab./km². Entre 2006 y 2011 hubo un aumento de 155 habitantes (6,6 %). El número total de inmuebles particulares fue de 938, de las que 911 estaban ocupadas por residentes habituales.